# Joan Serra i Caball
Joan Serra i Caball (Olius, El Solsonès, 24 de juny de 1948), polític català, va ser diputat al Parlament de Catalunya durant la IV Legislatura (1992-1995) i president del Consell Comarcal del Solsonès (1999-2007).

## Biografia
Ha treballat en empreses agràries i ha estat president del Club de Futbol Solsona i de l'Escola de Futbol del Solsonès.
El 1977 s'afilià a Convergència Democràtica de Catalunya (CDC), de la que n'ha estat president del Comitè Executiu Comarcal del Solsonès.
Fou elegit regidor de l'Ajuntament de Solsona en quatre ocasions a les eleccions municipals de 1987, 1991, 1995 i 1999. Sota l'alcaldia de Ramon Llumà va ser nomenat tercer tinent d'alcalde, responsable de l'Àrea de Desenvolupament Econòmic i delegat d'Industria, Comerç i Turisme (1987-1991), segon tinent d'alcalde, responsable de l'Àrea d'Indústria, Agricultura i Ensenyament i delegat d'Indústria, Agricultura i Ensenyament (1991-1995), primer tinent d'alcalde, responsable de l'Àrea de Desenvolupament Econòmic i delegat de Desenvolupament Econòmic, Indústria, Relacions Institucionals i Ensenyament (1995-1999) i primer tinent d'alcalde i delegat de Governació i Indústria (1999-2003).
Va ser conseller comarcal i el 1991 fou nomenat vicepresident i coordinador de les àrees econòmiques del Consell Comarcal del Solsonès.
El juny de 1992 substituí en el seu escó Francesc Xavier Marimon i Sabaté, diputat escollit a les eleccions al Parlament de Catalunya de 1992 i que havia estat nomenat conseller. Durant la seva etapa de diputat, que va durar fins al 1995, va ser membre de les Comissions parlamentàries d'Agricultura, Ramaderia i Pesca, d'Estudi del Millorament de la Prevenció i l'Extinció d'Incendis i d'Estudi de la problemàtica del Món Rural.
Entre el 1999 i el 2007 va ser president del Consell Comarcal del Solsonès.